# Traînel
Traînel település Franciaországban, Aube megyében. Lakosainak száma 1064 fő (2022. január 1.). Traînel Bouy-sur-Orvin, Fontenay-de-Bossery, Gumery, La Louptière-Thénard, Soligny-les-Étangs, Trancault, Fontaine-Fourches és Perceneige községekkel határos.

## Népesség
A település népessége az elmúlt években az alábbi módon változott:
| Lakosok száma | 844  | 853  | 847  | 1016 | 1073 | 1089 | 1062 | 1047 | 1036 | 1064 |
|               | 1968 | 1982 | 1990 | 2006 | 2013 | 2015 | 2017 | 2019 | 2020 | 2022 |